# Communauté de communes du Haut Cabardès
La communauté de communes du Haut Cabardès est une communauté de communes française, située dans le département de l'Aude et la région Languedoc-Roussillon.

## Composition
Elle regroupe les 14 communes suivantes :
| Nom                      | Code Insee | Gentilé          | Superficie (km2) | Population (dernière pop. légale) | Densité (hab./km2) |
| ------------------------ | ---------- | ---------------- | ---------------- | --------------------------------- | ------------------ |
| Les Ilhes (siège)        | 11174      | Ilhais           | 4,16             | 51 (2014)                         | 12                 |
| Fournes-Cabardès         | 11154      | Fournois         | 12,45            | 56 (2014)                         | 4,5                |
| Labastide-Esparbairenque | 11180      | Labastidencs     | 16,77            | 85 (2014)                         | 5,1                |
| Lastours                 | 11194      | Lastourois       | 2,80             | 161 (2014)                        | 58                 |
| Les Martys               | 11221      | Martysais        | 19,18            | 271 (2014)                        | 14                 |
| Mas-Cabardès             | 11222      | Mascabardésiens  | 9,09             | 186 (2014)                        | 20                 |
| Miraval-Cabardès         | 11232      | Miravalais       | 12,16            | 36 (2014)                         | 3                  |
| Pradelles-Cabardès       | 11297      | Pradellois       | 20,61            | 150 (2014)                        | 7,3                |
| Roquefère                | 11319      | Rocaférais       | 8,06             | 72 (2014)                         | 8,9                |
| Salsigne                 | 11372      | Salsignols       | 11,48            | 400 (2014)                        | 35                 |
| La Tourette-Cabardès     | 11391      | Tourettois       | 5,03             | 20 (2014)                         | 4                  |
| Trassanel                | 11395      | Trassanelois     | 4,34             | 32 (2014)                         | 7,4                |
| Villanière               | 11411      | Villaniérais     | 7,04             | 156 (2014)                        | 22                 |
| Villardonnel             | 11413      | Villardonnellois | 16,63            | 504 (2014)                        | 30                 |